# Stanley Hooker
 (février 2014).
Si vous disposez d'ouvrages ou d'articles de référence ou si vous connaissez des sites web de qualité traitant du thème abordé ici, merci de compléter l'article en donnant les références utiles à sa vérifiabilité et en les liant à la section « Notes et références ».
Sir Stanley George Hooker (30 septembre 1907 - 24 mai 1984) est un ingénieur spécialiste des moteurs à réaction, d'abord pour Rolls-Royce où il travaille sur les premiers modèles tels que le Welland et le Derwent, et plus tard pour Bristol Aeroplane Company où il aide à porter le Proteus et l'Olympus sur le marché, puis conçoit le célèbre Pegasus.

## Biographie
Stanley George Hooker est né à Sheerness et fait ses études à Borden Grammar School. Il gagne une bourse pour l'Imperial College de Londres pour y étudier les mathématiques, et en particulier, l'hydrodynamique. Il est ensuite devenu plus intéressé par l'aérodynamique, et part pour le Brasenose College à Oxford, où il obtient son doctorat dans ce domaine en 1935.
À la fin de 1937, tout en travaillant à l'Amirauté, il demande un emploi à Rolls-Royce, et après avoir été interrogé par Ernest Hives, il commence en janvier 1938. Il est rapidement affecté au département de conception des compresseurs. Il commence à effectuer des recherches sur les compresseurs utilisés sur le moteur Merlin, et estime que de grandes améliorations peuvent être apportées. Ses recommandations sont appliquées dans les lignes de production pour les versions suivantes, notamment le Merlin 45, permettant une amélioration de sa puissance d'environ 30 %, puis le Merlin 61. Le Merlin 45 est intégré dans le Spitfire Mk.V en octobre 1940, qui est la plus produite de toutes les variantes du Spitfire. Le Merlin 61 et sa suralimentation à deux étages sont intégrés au Spitfire Mk IX, la deuxième variante la plus-produite, qui entre en service en Juillet 1942. Le Merlin 61 arrive à temps pour donner au Spitfire un avantage dont il a désespérément besoin, en matière de vitesse ascensionnelle et de plafond de service, sur le Focke-Wulf Fw 190. Cette variante du Merlin devient également le groupe motopropulseur du North American P-51 Mustang, et son efficacité permet au Mustang de voler jusqu'à Berlin, attaquer les chasseurs allemands, et retourner à sa base. Lee Atwood, de North American Aviation, précise que l'effet Meredith a plus d'influence sur la performance du Mustang que son aile à écoulement laminaire. L'effet Meredith utilise la chaleur du moteur pour produire une poussée grâce à son système de radiateur sophistiqué.
En 1940, Hooker est présenté à Frank Whittle, qui tente de faire produire en série son premier moteur à réaction viable, dénommé W2. En 1941, le ministère de l'Air offre des contrats à Rover pour démarrer la production, mais Whittle est rapidement frustré par l'incapacité de l'industriel à livrer les différentes pièces permettant les premiers tests du réacteur. Lorsque le président de Rolls-Royce, Ernest Hives, visite l'usine de Rover à Barnoldswick, Whittle lui fait part de ses frustrations, et Hives propose à Whittle de lui envoyer les plans de son moteur. Les usines Rolls-Royce à Derby fournissent dorénavant les pièces nécessaires, mais Rover n'est pas ravi de cet arrangement. En 1942, Maurice Wilks, de Rover, rencontre Hives et Hooker dans un pub. Ils conviennent finalement que Rover reprendrait la production des moteurs de char Rolls-Royce Meteor à Nottingham, tandis que Rolls-Royce prendrait en charge l'usine de moteurs à réaction à Barnoldswick. Hooker devient alors rapidement ingénieur en chef de cette nouvelle usine, qui produit le W2 sous le nom de Welland. Ces réacteurs équipent les premiers modèles du Gloster Meteor. Par la suite, le Welland largement redessiné est présenté sous le nom de Derwent, qui avec sa poussée de 10,7 kN équipe la grande majorité des modèles plus récents.
Whittle part aux États-Unis en 1942 pour aider General Electric à produire le Welland. Visitant à son tour la firme américaine en 1943, Hooker est surpris de constater que d'importantes modifications ont été apportées au dessin, augmentant la poussée produite à 18 kN. À son retour en Angleterre, il décide que son équipe devait reprendre le leadership en matière de propulsion par réaction, et en 1944 commence le développement d'une version agrandie du Derwent, qui est livrée sous le nom de Nene, avec une poussée de 24 kN. Bien qu'il se révèle un moteur efficace, il n'est pas beaucoup utilisé sur les avions britanniques, et, sous la pression du gouvernement travailliste, Rolls-Royce vend finalement 55 exemplaires de ce moteur à l'Union soviétique, qui le copie ensuite sans licence tout en l'améliorant. Peu de temps après, les MiG-15, propulsés par une copie du Nene, surclassent tous les appareils britanniques et américains qu'ils rencontrent.
Pendant ce temps, l'équipe de Hooker travaille sur un premier concept personnel à flux direct, alors connu sous le nom AJ.65 mais qui est rebaptisé Avon. Au début, les choses ne se passent pas très bien, et Hooker s'estime accusé des problèmes de ce moteur. Dans le même temps, Rolls-Royce jugeant que les moteurs à pistons sont une impasse, décide de transférer tous les travaux de moteurs à réaction à Derby, site de son principal bureau d'études. Cela réduit encore le rôle de Hooker dans la société, et après une brouille avec Hives, il claque la porte de l'entreprise.
En janvier 1949, Hooker part travailler pour la Bristol Aeroplane Company. Il commence immédiatement à travailler sur les différents problèmes du turbopropulseur de conception Bristol, le Proteus, qui vise à équiper un certain nombre de d'aéronefs, notamment le Britannia. La tâche de correction des nombreux défauts du Proteus est immense, mais la plupart parviennent à être résolus. Puis, un accident presque fatal avec le Britannia G-ALRX, en février 1954, en raison d'un défaut du réducteur d'hélice, provoque un appel de son ancien patron Ernest Hives, qui très "fair play" lui envoie sa meilleure équipe d'ingénieurs motoristes, composée d'Elliott, Rubbra, Lovesey, Lombard, Howarth et Davies, pour donner un peu d'aide à Hooker qui en a désespérément besoin. Malheureusement, c'est la dernière communication entre les deux hommes. Le Proteus entre ensuite en production, mais ne se vend pas bien, et seul un petit nombre de Britannia sont construits. Hooker travaille également sur la finition de l'Olympus, et développe les versions ultérieures, qui sont utilisés sur l'Avro Vulcan et le Concorde. En 1952, Hooker est contacté par Folland pour produire un moteur d'une poussée de 22 kN pour alimenter leur nouveau chasseur léger, le Gnat. Pour cela, il produit sa première conception complètement originale, l'Orpheus, qui continue à équiper le Fiat G.91 et d'autres chasseurs légers. Hooker utilise ensuite l'Orpheus comme base pour un moteur à poussée vectorielle expérimentale pour un avion à décollage vertical, à l'époque considéré par la plupart comme l'avenir dans la conception des avions. En équipant un Orpheus de dérivations pour purger l'air sous pression des compresseurs et des turbines, la poussée pouvait être dirigée vers le bas, menant à la création du Pegasus. Lui-même permet au Hawker Siddeley Harrier d'exister.
À la fin des années 1950, le ministère de l'Air décide de forcer la fusion de nombreuses entités du domaine de l'aérospatiale, ce qui ne laisse exister que deux entreprises d'assemblage et deux sociétés de moteur. Bristol est fusionnée avec Armstrong Siddeley pour devenir Bristol Siddeley, en 1958, alors que la plupart des autres sociétés de moteurs restantes fusionnent avec Rolls-Royce. En 1966, Bristol Siddeley est lui-même racheté par Rolls-Royce, avec pour résultat qu'il n'y a plus qu'une seule société de moteur en Angleterre. Après une brève période, Hooker prend sa retraite en 1967, n'exerçant alors plus qu'une activité de consultant. En 1970, il prend pleinement sa retraite, et est frustré qu'après près de 30 ans dans l'industrie, il ne soit jamais devenu directeur du développement des moteurs.